# Русилово (Псковська область)
Русилово (рос. Русилово) — присілок в Псковському районі Псковської області Російської Федерації.
Населення становить 8 осіб. Входить до складу муніципального утворення Єршовська волость.

## Історія
Від 2015 року входить до складу муніципального утворення Єршовська волость.

## Населення
| 2001 | 2002 | 2010 |
| ---- | ---- | ---- |
| 11   | ↘7   | ↗8   |